# Park Narodowy Point Pelee
Park Narodowy Point Pelee (ang. Point Pelee National Park, fr. Parc national de la Pointe-Pelée) – park narodowy położony w skrajnie południowej części prowincji Ontario w Kanadzie. Park został utworzony w 1918 roku, na powierzchni 15 km². Jest jednym z mniejszych kanadyjskich parków narodowych.

## Fauna
Na terenie Parku Narodowego Point Pelee występuje wiele gatunków zwierząt. W parku zaobserwowano ok. 360 gatunków ptaków. Tak duża liczba gatunków wynika z tego, że obszar parku leży na trasie przelotu ptaków. Szczytowy okres wędrówki ptaków przypada na wiosnę. 

## Turystyka
Park stanowi bardzo dobre miejsce do prowadzenia badań z zakresu ornitologii, co powoduje, że rokrocznie wielu ornitologów przybywa do parku w celach badawczych.